# Álava
Álava (em basco: Araba) é uma das três províncias que compõem a comunidade autónoma do País Basco da Espanha (a Hegoalde).